# Leo Goodman
Leo Aria Goodman (Nueva York, 7 de agosto de 1928 - Berkeley, 22 de diciembre de 2020) fue un estadístico estadounidense. Fue conocido particularmente por desarrollar métodos estadísticos para las ciencias sociales, incluidos métodos estadísticos para analizar datos categóricos y datos de encuestas estadísticas.

## Biografía

### Primeros años
Goodman asistió a la escuela secundaria Stuyvesant y luego obtuvo su título AB summa cum laude de la Universidad de Siracusa en 1948, con especialización en matemáticas y sociología. Fue el mejor estudiante de la clase. Posteriormente se fue a la Universidad de Princeton para realizar un trabajo de posgrado en estadística matemática, recibiendo su maestría y doctorado en 1950.

### Carrera
Goodman comenzó su carrera en 1950 en la Universidad de Chicago, donde permanecería, salvo por una serie de cátedras visitantes, hasta 1987. Desde 1987, ha sido Profesor de la Clase 1938 en el Departamento de Sociología y el Departamento de Estadística de la Universidad de California en Berkeley.

### Vida personal
Estaba casado con Ann Davidow; El matrimonio terminó en divorcio. Él y su exesposa tuvieron dos hijos y fueron padrinos del primer hijo de Sylvia Plath, Frieda Hughes.
Goodman falleció de COVID-19 durante la pandemia de COVID-19 en California.

## Premios y distinciones
En 1956 fue elegido miembro de la Asociación Estadounidense de Estadística. Además es miembro de distintas organizaciones, entre ellas la Academia Estadounidense de las Artes y las Ciencias, la Academia Nacional de Ciencias y la Sociedad Filosófica Estadounidense.